# Србија на Европском првенству у атлетици за јуниоре 2015.
Србија је учествовала на 23. Европском првенству за јуниоре 2015. одржаном у Ешилструни у Шведској, од 16. до 19. јула. Репрезентацију Србије на њеном петом учешћу на европским првенствима за јуниоре од 2006. године од када Србија учествује самостално под овим именом, представљало је 6 спортиста (1 јуниор и 5 јуниорки), који су се такмичили у 5 дисциплина (1 мушке и 4 женских).
На овом првенству такмичари Србије оборили су 3 лична рекорда и остварили 2 најбоља лична резултата сезоне.

## Учесници
| Јуниори: - Александар Грновић — Десетобој | Јуниорке: - Зорана Барјактаровић — 100 м - Јелена Грујић — 400 м препоне - Зорана Грујић — 400 м препоне - Даница Гогов — 10.000 м ходање - Атина Камаси — Бацање копља |  |

## Резултати

### Јуниори

#### десетобој
| Дисциплина   | Александар Грновић | Александар Грновић | Александар Грновић | Александар Грновић | Александар Грновић | Александар Грновић |
| Дисциплина   | Лич. рек.          | Резултат           | Бод.               | Плас.              | Укупно             | Плас.              |
| ------------ | ------------------ | ------------------ | ------------------ | ------------------ | ------------------ | ------------------ |
| 100 м        | 10,91              | 11,13              | 832                | 10.                | 832                | 10.                |
| Скок удаљ    | 7,14               | 7,21               | 864                | 7.                 | 1.696              | 7.                 |
| Бацање кугле | 15,04              | 14,93              | 785                | 7                  | 2.481              | 4.                 |
| Скок увис    | 1,83               | 1,85               | 670                | 22.                | 3.151              | 7.                 |
| 400 м        | 49,14              | 50,42              | 795                | 8.                 | 3.946              | 6.                 |
| 110 препоне  | 14,48              | 14,69              | 887                | 14.                | 4.833              | 8.                 |
| Бацање диска | 43,97              | 44,08 ЛР           | 748                | 6.                 | 5.581              | 5.                 |
| Скок мотком  | 4,00               | 3,80               | 562                | 19.                | 6.143              | 9.                 |
| Бацање копља | 50,67              | 49,79 ЛРС          | 585                | 13.                | 6.728              | 8.                 |
| 1.500 м      | 4:42,29            | 4:55,25 ЛРС        | 587                | 12.                | 7.315              | 9.                 |
| Укупно       |                    |                    |                    |                    | 7.315 ЛР           | 9 / 21 (23)        |

### Јуниорке
| Атлетичарка          | Дисциплина      | Лични рекорд | Квалификације | Квалификације | Полуфинале            | Полуфинале            | Финале                | Финале       | Детаљи         |
| Атлетичарка          | Дисциплина      | Лични рекорд | Резултат      | Место         | Резултат              | Место                 | Резултат              | Место        | Детаљи         |
| -------------------- | --------------- | ------------ | ------------- | ------------- | --------------------- | --------------------- | --------------------- | ------------ | -------------- |
| Зорана Барјактаровић | 100 м           | 11,91        | 11,96         | 5. у гр. 3    | Нису се квалификовале | Нису се квалификовале | Нису се квалификовале | 24 / 36      | [ мртва веза ] |
| Јелена Грујић        | 400 м препоне   | 1:00,96      | 1:01,77       | 5. у гр. 1    | Нису се квалификовале | Нису се квалификовале | Нису се квалификовале | 19 / 29 (30) | [ мртва веза ] |
| Зорана Грујић        | 400 м препоне   | 1:00,44      | 1:01,82       | 7. у гр. 3    | Нису се квалификовале | Нису се квалификовале | Нису се квалификовале | 20 / 29 (30) | [ мртва веза ] |
| Даница Гогов         | 10.000 м ходање |              |               |               |                       |                       | 51:00,83 ЛР           | 23 / 25 (26) | [ мртва веза ] |
| Атина Камаси         | бацање копља    | 51,88        | 49,38 кв      | 10.           |                       |                       | 50,71                 | 10 / 17      | [ мртва веза ] |